# Saxifraga
Saxifraga (Tourn. ex L., 1753) è un genere di piante appartenente alla famiglia Saxifragaceae, diffuso in tutti i continenti ad eccezione dell'Oceania.

## Etimologia
Il nome del genere viene dal latino săxum = sasso e frangĕre = rompere e si riferisce alla caratteristica di queste piante di insediarsi nelle fessure delle rocce.

## Tassonomia
Descritto per la prima volta nel 1753 da Linneo nel suo Species Plantarum come composto da sole 31 specie, il genere Saxifraga ne comprende attualmente 470.